# Boza
O Boza é uma bebida à base de cereais, açúcar e água, popular em todas as regiões que tiveram contacto com o Império Otomano, desde a Ásia Central aos Balcãs. No entanto, a boza da Albânia, feita com farinha de milho e de trigo, açúcar e água, e que não tem álcool, tornou-se o modelo para a região, a partir do século XVII.  
Este tipo de bebida era conhecido na Mesopotâmia há mais de 8000 anos; o nome parece derivar da palavra persa “buze”, que significa milhete, mas vários outros cereais são usados para preparar a boza, tais como o trigo partido (ou triguilho), a cevada e mesmo o grão-de-bico.